# Gervais Rioux
Gervais Rioux (nascido em 17 de novembro de 1960) é um ex-ciclista canadense. Ele representou o Canadá nos Jogos Olímpicos de Verão de 1988, em Seul.